# Spręcowo
Spręcowo (deutsch Spiegelberg) ist ein Ort in der polnischen Woiwodschaft Ermland-Masuren. Er gehört zur Gmina Dywity (Landgemeinde Diwitten) im Powiat Olsztyński (Kreis Allenstein).

## Geographische Lage
Spręcowo liegt im Westen der Woiwodschaft Ermland-Masuren, elf Kilometer nördlich der Kreis- und Woiwodschaftshauptstadt Olsztyn (deutsch Allenstein).

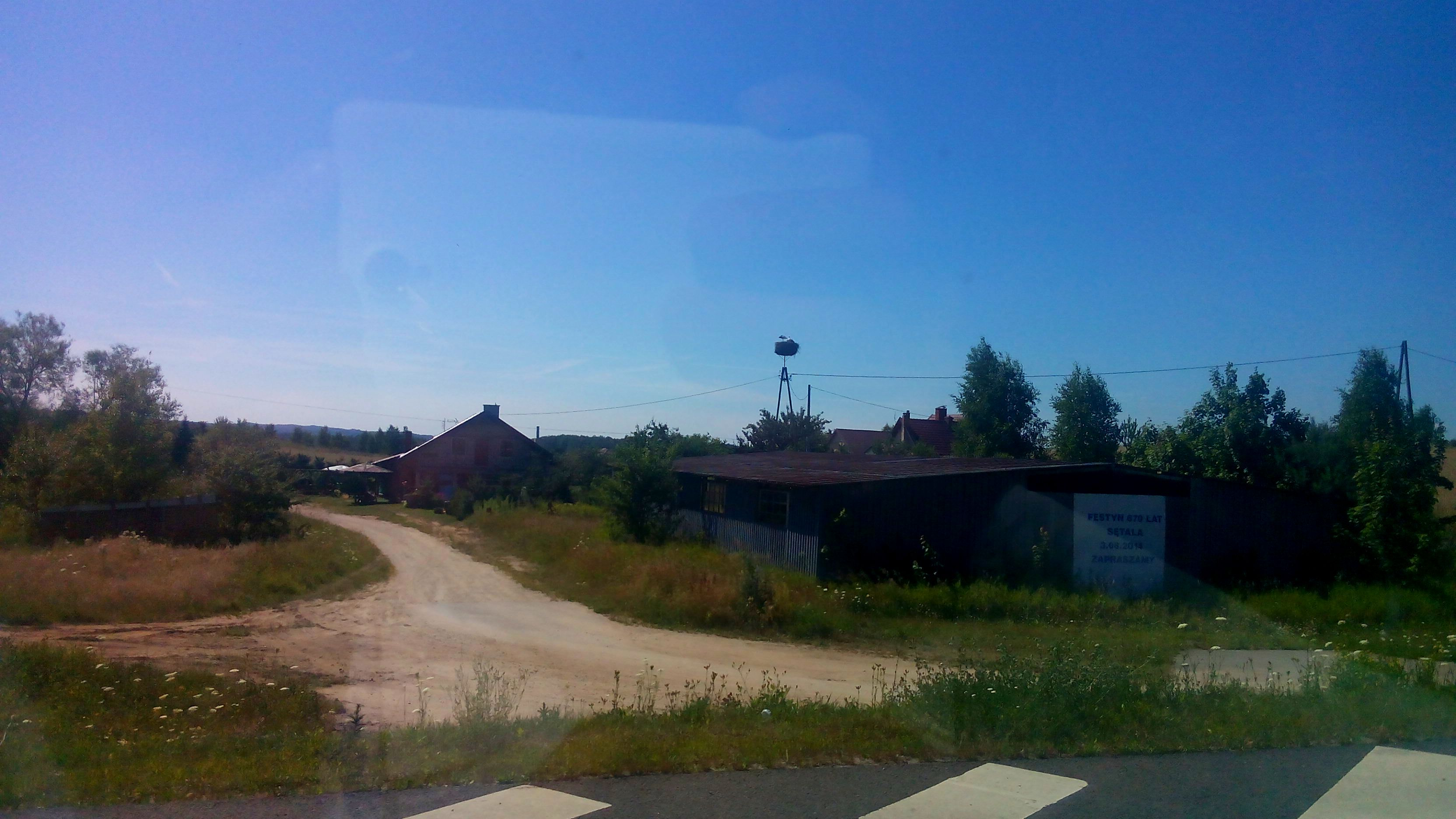
Blick auf Spręcowo (mit Storchennest)

## Geschichte
1360 ist das Jahr der Gründung von Spiegelberg: Am 16. August jenes Jahres erfolgte sie durch Nicolaus Spreenzen (Sprenzen) und Hinczko Sprenzin. 1785 wurde das königliche Dorf mit 38 Feuerstellen im Hauptamt Allenstein, Kreis Heilsberg, erwähnt, und bei der Volkszählung am 3. Dezember 1861 ergaben sich für Spiegelberg 56 Wohngebäude mit 344 Einwohnern.
Zwischen 1874 und 1945 war Spiegelberg in den Amtsbezirk Braunswalde (polnisch Brąswałd) im ostpreußischen Kreis Allenstein eingegliedert.
Im Jahre 1910 zählte Spiegelberg 598 Einwohner, im Jahre 1933 waren es ebenfalls 598.
Am 30. September 1928 wurde das Gut Piestkeim (polnisch Pistki) nach Spiegelberg eingemeindet. Die Einwohnerzahl des Dorfs belief sich 1939 auf 569.
Das gesamte südliche Ostpreußen wurde 1945 in Kriegsfolge an Polen abgetreten. Spiegelberg erhielt die polnische Namensform „Spręcowo“ und ist heute eine Ortschaft im Verbund der Landgemeinde Dywity (Diwitten) im Powiat Olsztyński (Kreis Allenstein), von 1975 bis 1998 der Woiwodschaft Olsztyn, seither der Woiwodschaft Ermland-Masuren zugehörig. Im Jahre 2021 zählte Spręcowo 593 Einwohner.

## Kirche
Bis 1945 war Spiegelberg in die evangelische Kirche Allenstein in der Kirchenprovinz Ostpreußen der Kirche der Altpreußischen Union, außerdem in die römisch-katholische Kirche Braunswalde (polnisch Brąswałd) eingepfarrt.
Der Bezug zu beiden Kirchen besteht heute auch für Spręcowo: evangelischerseits zur – nun mit Namen versehenen – Christus-Erlöser-Kirche in Olsztyn, heute zur Diözese Masuren der Evangelisch-Augsburgischen Kirche in Polen zugehörig, und außerdem katholischerseits zur Pfarrei in Brąswałd im jetzigen Erzbistum Ermland.

## Verkehr
Spręcowo liegt an der verkehrsreichen Landesstraße 51 (ehemalige deutsche Reichsstraße 134), die die auf russischem Gebiet in der Oblast Kaliningrad (Königsberger Gebiet) gelegene Stadt Bagrationowsk (Preußisch Eylau) über Bartoszyce (Bartenstein), Lidzbark Warmiński (Heilsberg) und Dobre Miasto (Guttstadt) mit Olsztyn (Allenstein) verbindet. Weitere kleinere Nebenstraßen verbinden den Ort mit der Nachbarregion.
Eine Anbindung an den Bahnverkehr besteht nicht.